# Spencer Tracy

Spencer Tracy i trailern till filmen Vad vinden sår från 1960.

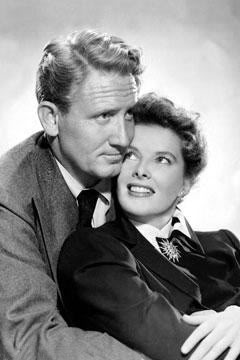
Tracys relation med sin niofaldiga motspelerska Katharine Hepburn varade från 1942 till hans död. Han skilde sig dock aldrig formellt från sin hustru, Louise Tracy. Foto från 1945.

Spencer Bonaventure Tracy, född 5 april 1900 i Milwaukee, Wisconsin, död 10 juni 1967 i Beverly Hills, Los Angeles, Kalifornien, var en amerikansk skådespelare. Tracy filmdebuterade 1930 i John Fords Up the River mot Humphrey Bogart, senare följde filmer som Hans andra hustru (1933), men det stora genombrottet lät vänta på sig. Tracy engagerades av Metro-Goldwyn-Mayer 1935 och där blomstrade hans karriär med en räcka succéfilmer, dessutom erhöll han både 1937 och 1938 Oscars för sina rollprestationer i Havets hjältar och Han som tänkte med hjärtat. Totalt Oscarsnominerades han nio gånger, ett rekord han delar i den kategorin med Laurence Olivier. Under 1940-talet räknades Spencer Tracy som en av studions största stjärnor. Tracys spel var ofta kraftfullt och engagerande och han blev därigenom mycket uppskattad. 1942 spelade Spencer Tracy mot Katharine Hepburn i Årets kvinna, ett samarbete som skulle komma att resultera i nio filmer under 25 år. Mot slutet av sitt liv samarbetade Tracy nästan uteslutande med regissören Stanley Kramer. Det var också i Kramers film Gissa vem som kommer på middag (1967), som Tracys kom att spela sin sista roll. Filmen färdigställdes endast 17 dagar innan Spencer Tracy avled.
Under sin filmkarriär, från starten 1930 till sin död 1967, medverkade Tracy i 75 filmer. Han kom att betraktas som en av de mest respekterade filmskådespelarna vid tiden. År 1999, rankade American Film Institute Tracy som den nionde största manliga stjärnan från Hollywoods klassiska era.

## Biografi
Spencer Tracy var son till John Edward och Caroline Brown Tracy. Fadern var lastbilsförsäljare. Tracy fick sin skolutbildning vid en jesuitskola och meningen var att han skulle bli präst, men han hoppade av skolan 1917 och gick in vid flottan. Efter kriget återupptog han studierna vid Northwestern Military Academy och 1921 skrev han in sig vid Ripon College i Wisconsin; där gjorde han succé i en skolpjäs och bestämde sig för att bli skådespelare.
1922 kom Tracy in vid American Academy of Dramatic Arts, och gjorde scendebut på Broadway samma år som robot i Karel Čapeks pjäs R.U.R.. Konkurrensen var hård och Tracy tvangs försörja sig genom diversejobb, men fick sedan anställning i olika teatersällskap och med tiden vann han rykte om sig som en pålitlig, duglig och skicklig skådespelare.
Spencer Tracy fick nu regelbundet roller på Broadway och 1930 erhöll han huvudrollen i The Last Mile. Regissören John Ford blev imponerad av Tracys insats och gav honom huvudrollen i gangsterfilmen Up the River (1930). Han hade sedan roller som "tuffing" och blev snabbt en av Hollywoods populäraste stjärnor.

### Stil och utmärkelser
Spencer Tracy var den förste som vann Oscar för bästa manliga huvudroll två år i rad. 1938 vann han för Havets hjältar och året därpå för Han som tänkte med hjärtat. Han blev dessutom nominerad ytterligare sju gånger.
Tracy var inte snygg på det konventionella Hollywood-sättet, men han hade en speciell utstrålning plus en förmåga att framställa en riktig ärlig och uppriktig karl, vilket gjorde att biopubliken formligen dyrkade honom. Tracy kom att inspirera många andra skådespelare. Bland annat sade Laurence Olivier att han lärde sig det mesta om skådespelarkonsten bara genom att studera Spencer Tracy; "allt han gör är ärligt", som Olivier uttryckte det.

### Privatliv och Hepburn-filmer
Tracy gifte sig 1923 med Louise Treadwell och hade med henne en son och en dotter. Han hade en kortlivad romans i början på 1930-talet med Loretta Young, vilket gav upphov till en del skandalskriverier.
Från 1942 (de träffades och blev kära under inspelningen av Årets kvinna) hade Tracy en relation med Katharine Hepburn, men som katolik skilde han sig aldrig från sin hustru. Relationen var allmänt känd och en av Hollywoods mest omtalade, även om filmbolaget lade locket på för att så mycket som möjligt dölja romansen för Tracys hustru. En tyst överenskommelse gjorde också att skvallerpressen aldrig utnyttjade situationen.
Tracy och Hepburn spelade in nio stycken filmer åren 1942-1967, varav sju romantiska komedier. Deras sista film tillsammans var Gissa vem som kommer på middag; Tracy föreföll mycket sjuk under inspelningen och dog några veckor senare.

## Filmografi
| År   | Titel                                | Roll                               | Filmstudio                      | Noter |
| ---- | ------------------------------------ | ---------------------------------- | ------------------------------- | --- |
| 1930 | Taxi Talks                           | Taxi Driver                        | Warner Bros.                    | Kortfilm |
| 1930 | The Hard Guy                         | Guy                                | Warner Bros.                    | Kortfilm |
| 1930 | Up the River                         | Saint Louis                        | Fox                             | Med Humphrey Bogart |
| 1931 | Quick Millions                       | Daniel J. 'Bugs' Raymond           | Fox                             | Med George Raft i en liten roll |
| 1931 | Six Cylinder Love                    | William Donroy                     | Fox                             | Med Edward Everett Horton |
| 1931 | Goldie                               | Bill                               | Fox                             | Med Jean Harlow |
| 1932 | She Wanted a Millionaire             | William Kelley                     | Fox                             | Med Joan Bennett |
| 1932 | Luft i luckan                        | Wilkie                             | United Artists                  | Medskriven av Robert Benchley |
| 1932 | Disorderly Conduct                   | Dick Fay                           | Fox                             | |
| 1932 | Young America                        | Jack Doray                         | Fox                             | Regisserad av Frank Borzage |
| 1932 | Society Girl                         | Briscoe                            | Fox                             | |
| 1932 | Syndare i söderhavet                 | Tom Brian                          | Fox                             | |
| 1932 | Me and My Gal                        | Danny Dolan                        | Fox                             | Med Joan Bennett |
| 1932 | 20.000 år i Sing Sing                | Tommy Connors                      | Warner Bros.                    | Med Bette Davis |
| 1933 | Face in the Sky                      | Joe Buck                           | Fox                             | Med Stuart Erwin |
| 1933 | Shanghai Madness                     | Pat Jackson                        | Fox                             | Med Fay Wray |
| 1933 | Hans andra hustru                    | Tom Garner                         | Fox                             | Skriven av Preston Sturges |
| 1933 | Två människor                        | Bill                               | Columbia                        | Med Loretta Young |
| 1933 | The Mad Game                         | Edward Carson                      | Fox                             | Med Claire Trevor |
| 1934 | The Show-Off                         | J. Aubrey Piper                    | MGM                             | Tracys första MGM-film |
| 1934 | Looking for Trouble                  | Joe Graham                         | 20th Century                    | Med Jack Oakie |
| 1934 | Botten opp!                          | 'Smoothie' King                    | Fox                             | |
| 1934 | När New York sover                   | Murray Golden                      | Fox                             | Med Helen Twelvetrees |
| 1934 | Kontraspionage                       | Dr. Crawbett                       | Fox                             | |
| 1935 | It's a Small World                   | Bill Shevlin                       | Fox                             | Med Wendy Barrie |
| 1935 | Med berått mod                       | Steven 'Steve' Grey                | MGM                             | James Stewart första krediterade roll |
| 1935 | Dantes inferno                       | Jim Carter                         | Fox                             | Med Claire Trevor och Rita Hayworth (krediterad som Rita Cansino) |
| 1935 | En äventyrerska                      | Ross 'Mac' McBride                 | MGM                             | Med Myrna Loy |
| 1936 | Riffraff                             | Dutch                              | MGM                             | Med Jean Harlow och Mickey Rooney |
| 1936 | Fury                                 | Joe Wilson                         | MGM                             | Med Sylvia Sidney |
| 1936 | San Francisco                        | Fader Mullin                       | MGM                             | Med Clark Gable Nominerad — Oscar för bästa manliga huvudroll Nominerad — New York Film Critics Circle Award for Best Actor |
| 1936 | Situationens herre                   | Warren Haggerty                    | MGM                             | The film was nominated for Best Picture, but lost out to The Great Ziegfeld. Med William Powell, Jean Harlow och Myrna Loy |
| 1937 | Man gav honom vapen                  | Fred P. Willis                     | MGM                             | Med Gladys George |
| 1937 | Havets hjältar                       | Manuel Fidello                     | MGM                             | Med Lionel Barrymore, John Carradine, Melvyn Douglas, Mickey Rooney och Freddie Bartholomew Oscar för bästa manliga huvudroll Nominerad — New York Film Critics Circle Award for Best Actor                                                                                           |
| 1937 | I storstaden                         | Joe Benton                         | MGM                             | Med Luise Rainer |
| 1937 | Mannekäng                            | John L. Hennessey                  | MGM                             | Med Joan Crawford |
| 1938 | Hjältar av idag                      | Gunner Morris                      | MGM                             | Med Clark Gable och Myrna Loy |
| 1938 | Han som tänkte med hjärtat           | Fader Flanagan                     | MGM                             | Med Mickey Rooney Oscar för bästa manliga huvudroll Nominerad — New York Film Critics Circle Award for Best Actor |
| 1938 | Another Romance of Celluloid         | Sig själv                          | MGM                             | Bakom kulisserna-kortfilm, som visar filmandet av filmen Test Pilot och när Tracy tar emot sin Oscar för filmen Han som tänkte med hjärtat |
| 1938 | Screen Snapshots Series 17, No. 9    | Sig själv                          | Columbia                        | Kortfilm där Tracy tar emot sin Oscar för filmen Han som tänkte med hjärtat |
| 1938 | Hollywood Goes to Town               | Sig själv                          | MGM                             | Kortfilm där flera uppmärksammade Hollywood-skådespelare gör sig redo för världspremiären av filmen Marie Antoinette |
| 1939 | Stanley och Livingstone              | Henry M. Stanley                   | 20th Century Fox                | Med Nancy Kelly |
| 1939 | For Auld Lang Syne                   | Sig själv                          | Will Rogers Memorial Commission | En insamlingskortfilm där flera skådespelare, inklusive Tracy, ber om pengar för Will Rogers Memorial Hospital |
| 1939 | Hollywood Hobbies                    | Sig själv                          | MGM                             | Bakom kulisserna-kortfilm |
| 1940 | Jag tager denna kvinna               | Dr. Karl Decker                    | MGM                             | Med Hedy Lamarr |
| 1940 | Young Tom Edison                     | Okrediterad roll                   | MGM                             | Med Mickey Rooney |
| 1940 | Nordvästpassagen                     | Major Robert Rogers                | MGM                             | Med Walter Brennan |
| 1940 | Edison, uppfinnaren                  | Thomas Edison                      | MGM                             | |
| 1940 | Glädjestaden                         | Jonathan Sand                      | MGM                             | Med Clark Gable, Claudette Colbert och Hedy Lamarr |
| 1940 | Northward, Ho!                       | Sig själv                          | MGM                             | Bakom kulisserna-kortfilm om filmningen av filmen Nordvästpassagen |
| 1941 | Männen i pojkstaden                  | Fader Flanagan                     | MGM                             | Med Mickey Rooney |
| 1941 | Dr. Jekyll och Mr. Hyde              | Dr. Henry Jekyll / Mr. Hyde        | MGM                             | Med Ingrid Bergman och Lana Turner |
| 1942 | Årets kvinna                         | Sam Craig                          | MGM                             | Första filmen med Katharine Hepburn |
| 1942 | Dagdrivarbandet                      | Pilon                              | MGM                             | Med John Garfield |
| 1942 | Den heliga lågan                     | Steven 'Stevie' O'Malley           | MGM                             | Med Katharine Hepburn |
| 1942 | Ring of Steel                        | Berättaren                         | Warner Brothers                 | Militärdokumentär för U.S. Office for Emergency Management |
| 1943 | His New World                        | Berättaren                         | MGM                             | Krigsdokumentär |
| 1943 | Hjältar dö aldrig                    | Pete Sandidge                      | MGM                             | Med Van Johnson |
| 1944 | Det sjunde korset                    | George Heisler                     | MGM                             | |
| 1944 | 30 sekunder över Tokio               | Överstelöjtnant James H. Doolittle | MGM                             | Med Van Johnson och Robert Walker |
| 1945 | Utan kärlek                          | Pat Jamieson                       | MGM                             | Med Katharine Hepburn |
| 1947 | Prärie                               | Överste James B. 'Jim' Brewton     | MGM                             | Med Katharine Hepburn |
| 1947 | Storstaden lockar                    | Cass Timberlane                    | MGM                             | Med Lana Turner |
| 1948 | I valet och kvalet                   | Grant Matthews                     | MGM                             | Med Katharine Hepburn |
| 1949 | Edward, min son                      | Arnold Boult                       | MGM                             | Med Deborah Kerr |
| 1949 | Adams revben                         | Adam Bonner                        | MGM                             | Med Katharine Hepburn |
| 1949 | Hemligt uppdrag i Malaya             | Canaghan                           | MGM                             | Med James Stewart och Lionel Barrymore |
| 1949 | Some of the Best                     | Sig själv                          | MGM                             | Retrosperspektiv av MGMs historia |
| 1950 | Brudens fader                        | Stanley Banks                      | MGM                             | Nominerad — Oscar för bästa manliga huvudroll. Med Joan Bennett och Elizabeth Taylor |
| 1951 | Morfar opp i dagen                   | Stanley Banks                      | MGM                             | Med Joan Bennett och Elizabeth Taylor |
| 1951 | Fallet O'Hara                        | James P. Curtayne                  | MGM                             | Med Pat O'Brien |
| 1951 | For Defense for Freedom for Humanity | Sig själv                          | MGM                             | Kortfilm där Tracy uppmanar till stöd för Röda korsets insamling |
| 1952 | Feminint fenomen                     | Mike Conovan                       | MGM                             | Med Katharine Hepburn |
| 1952 | Mot nya äventyr                      | Kapten Christopher Jones           | MGM                             | Med Gene Tierney |
| 1953 | Teatergalen                          | Clinton Jones                      | MGM                             | Med Jean Simmons Golden Globe Award för bästa film - drama Nominerad — BAFTA Award for Best Foreign Actor Nominerad — New York Film Critics Circle Award for Best Actor |
| 1954 | Den brutna lansen                    | Matt Devereaux                     | 20th Century Fox                | Med Robert Wagner |
| 1955 | En man steg av tåget                 | John J. Macreedy                   | MGM                             | Prix d'interprétation masculine för bästa manliga skådespelare Nominerad — Oscar för bästa manliga huvudroll Nominerad — New York Film Critics Circle Award for Best Actor |
| 1956 | Ett flygplan har störtat             | Zachary Teller                     | Paramount                       | Nominerad — BAFTA Award for Best Foreign Actor |
| 1957 | Kvinnans svaga punkt                 | Richard Sumner                     | 20th Century Fox                | Med Katharine Hepburn |
| 1958 | Den gamle och havet                  | Gamle mannen/Berättaren            | Warner Bros.                    | NBR Award for Best Actor (även för The Last Hurrah) Nominerad — Oscar för bästa manliga huvudroll Nominerad — Golden Globe Award för bästa film - drama Nominerad — New York Film Critics Circle Award for Best Actor                                                                 |
| 1958 | Det sista hurraropet                 | Borgmästare Frank Skeffington      | Columbia                        | NBR Award for Best Actor (även för Den gamle och havet) Nominerad — BAFTA Award for Best Foreign Actor Nominerad — New York Film Critics Circle Award for Best Actor |
| 1960 | Vad vinden sår                       | Henry Drummond                     | United Artists                  | Nominerad — Oscar för bästa manliga huvudroll Nominerad — BAFTA Award for Best Foreign Actor Nominerad — Golden Globe Award för bästa film - drama |
| 1961 | Djävulen kommer kl 4                 | Fader Matthew Doonan               | Columbia                        | Med Frank Sinatra |
| 1961 | Dom i Nürnberg                       | Chefsdomare Dan Haywood            | United Artists                  | Fotogramas de Plata Award for Best Foreign Performer Nominerad — Oscar för bästa manliga huvudroll - Med Burt Lancaster, Marlene Dietrich, Richard Widmark, Judy Garland, Montgomery Clift                                                                                            |
| 1962 | Så vanns vilda västern               | Berättaren                         | MGM                             | |
| 1963 | En ding, ding, ding, ding värld      | Kapten T. G. Culpepper             | United Artists                  | Med Milton Berle, Sid Caesar, Ethel Merman, Jonathan Winters, Mickey Rooney, Buddy Hackett m.fl. |
| 1967 | Gissa vem som kommer på middag       | Matt Drayton                       | Columbia                        | Med Katharine Hepburn BAFTA Award for Best Actor in a Leading Role (postum) Nominerad — Oscar för bästa manliga huvudroll (postum) Nominerad — Golden Globe Award för bästa manliga huvudroll - drama (postum) Nominerad — New York Film Critics Circle Award for Best Actor (postum) |